# Alpes de Baja Austria
Los Alpes de Baja Austria (en alemán Niederösterreichische Nordalpen) son una sección del gran sector Alpes del noreste, según la clasificación SOIUSA. Su pico más alto es el Hochstadl, con 1.919 m. 
Son la sección más al norte y al este de los Alpes llegan hasta las puertas de Viena. Se encuentran en el land de Austria: Baja Austria, Alta Austria y Estiria.